# Південна Данія
Регіон Півде́нна Да́нія (дан. Region Syddanmark) — адміністративний регіон в Данії, створений 1 січня 2007 року в рамках адміністративної реформи, коли традиційний поділ країни на 14 амтів змінила нова система поділу на п'ять регіонів. Також було скорочено кількість муніципалітетів із 270 до 98.

## Загальний огляд
До складу Південної Данії входять 22 муніципалітети. Населення на 2008 рік становить 1 194 659, а площа — 12 191 км². Адміністративним центром регіону є місто Вайле. Сам регіон розташовується у південній частині півострова Ютландія та на островах, найбільшими з яких є Фюн та Лангеланн. До 2007 року на його території розміщалися амти Фюн, Рібе і Південна Ютландія.

## Комуни
| Українською          | Данською           |
| -------------------- | ------------------ |
| Сендерборзька комуна | Sønderborg Kommune |
| Тендерська комуна    | Tønder Kommune     |